# ドラゴンズ検定
『ドラゴンズ検定』は中日新聞社から発売された本である。中にはウォーミングアップ問題から初級・中級・上級・マニアック編などとある。問題は1年365日24時間ドラゴンズの選手に密着している中日新聞・スポーツドラ番記者によってつくられている。全176問。

## 購入方法
定価1200円。中部地区の書店や中日ドラゴンズのオンラインショップなどで売られている。